# Frederik Otto Christian von Buchwaldt
Frederik Otto Christian (von) Buchwaldt (7. november 1829 i København – 30. maj 1904 på Lyksborg Slot) var en dansk officer og hofchef.
Buchwaldt var søn af hofchef på Lyksborg Slot, kammerherre Gregers Christian von Buchwaldt (1800-1873) og hustru Charlotte Johanne rigsfriherreinde Pechlin von Löwenbach (1802-1878) og fik selv samme rolle som hofchef hos først hertug Carl af Glücksborg og siden Vilhelmine Marie, prinsesse af Danmark og enkehertuginde af Glücksborg.
Han, som var dansksindet, var kammerherre og ritmester, Kommandør af 1. grad af Dannebrogordenen og bar Erindringsmedaljen for Krigen 1864 og Fyrstendømmet Lippes Æreskors af 1. grad.
Han ægtede 8. juni 1863 Henriette Elisabeth von Paulsen (25. oktober 1836 på Egelund – 5. april 1925 på Lyksborg), datter af overførster, kammerherre Friederich Nicolai Wilhelm von Paulsen (1784-1872) og Ottilia Christiane Adolphine født baronesse Juul-Rysensteen.